# Roy Marlin Voris
Pour les articles homonymes, voir Voris.
Le capitaine Roy Marlin "Butch" Voris (19 septembre 1919 - 10 août 2005) était un aviateur de la marine américaine (US Navy), un as de l'aviation de la Seconde Guerre mondiale et le fondateur de l'escadron de démonstration aérienne de la marine, les Blue Angels. Au cours de ses 22 années de carrière dans la marine, Voris a piloté toutes sortes d'appareils, des biplans aux jets modernes, et a ensuite joué un rôle déterminant dans le développement du chasseur F-14 Tomcat de la marine et du module lunaire Apollo (LM) de la NASA, tous deux produits par la Grumman Aerospace Corporation.
Souvent qualifié de "pilote de combat du pilote de combat" et classé aux côtés d'autres grands noms de l'aviation militaire américaine tels que Gregory "Pappy" Boyington et Chuck Yeager, Voris était un homme de grande taille aux cheveux coupés court, connu pour son calme et son sang-froid dans le cockpit. Grâce à ses excellentes compétences de pilote, il a survécu à de nombreux accidents et situations d'urgence. Voris a failli être tué par un Zero japonais qui a attaqué son avion pendant la défense de Guadalcanal, dans ce qu'il a décrit plus tard comme son premier "vrai" combat aérien (ce qui lui a valu la Purple Heart).

## Biographie

### Premières années

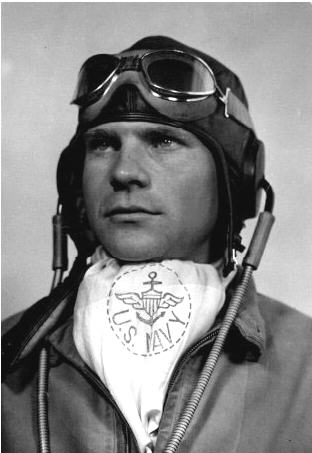
Photographie de Butch Voris prise à Oakland, en Californie, en 1941, lors de son entrée dans le programme d'entraînement au pilotage de la marine.

Voris est né à Los Angeles, mais a grandi à Aptos, puis à Santa Cruz (où il a fait ses études secondaires). Il envisage brièvement une carrière d'entrepreneur de pompes funèbres, mais décide plutôt de s'inscrire au Salinas Junior College, où il obtient son diplôme en 1939. Dans sa jeunesse, Voris (dont le passe-temps était de construire des modèles réduits d'avions en balsa et en papier de soie) était fasciné par les exploits d'Eddie Rickenbacker et d'autres as de la Première Guerre mondiale, et passait des heures à regarder les gros avions arriver à Mines Field (l'aéroport de Los Angeles).
Il n'est donc pas surprenant qu'en 1941, Voris, âgé de vingt-deux ans, ait répondu à l'appel d'une affiche de recrutement et se soit engagé dans la marine. Il a raconté cette histoire lors d'une interview en avril 2004 : 
"Lorsque les nuages de la guerre se sont mis à tomber, je vivais à San Francisco. Je suis passé devant une grande affiche de recrutement qui disait Fly Navy avec un pilote regardant au loin, debout sur l'aile de l'avion". 
Voris passe une série d'examens et est appelé à servir à Oakland un mois plus tard. Voris intègre le programme d'entraînement au pilotage de la marine et est encore à l'école de pilotage lorsque la marine impériale japonaise lance son attaque sur Pearl Harbor.
Il a reçu sa commission, a été promu au rang d'enseigne (ensign)et a obtenu ses "ailes d'or" (qui l'identifiaient en tant qu'aviateur naval) à la base aéronavale de Corpus Christi (Naval Air Station Corpus Christi - NAS Corpus Christ) en février 1942. Voris effectue bientôt des missions de combat à bord du porte-avions USS Enterprise (CV-6) dans le Pacifique Sud.

### Carrière militaire

#### La Seconde Guerre mondiale
Voris a participé à d'innombrables attaques de chasseurs contre des aérodromes et d'autres installations ennemies au fur et à mesure que la marine progressait sur le théâtre d'opérations du Pacifique. Lors de son premier déploiement, il a piloté le Grumman F4F Wildcat au sein du Fighter Squadron 10 (VF-10), les "Grim Reapers", sous le commandement du vice-amiral James H. Flatley à bord du porte-avions USS Enterprise (CV-6)). Lors de sa croisière suivante, il a piloté des Grumman F6F Hellcat avec le Fighter Squadron 2 
(VF-2), les "Rippers", lors des batailles de Guadalcanal en soutien à la 1re division de Marines, au large de l'Enterprise, puis de l'USS Hornet (CV-12)).

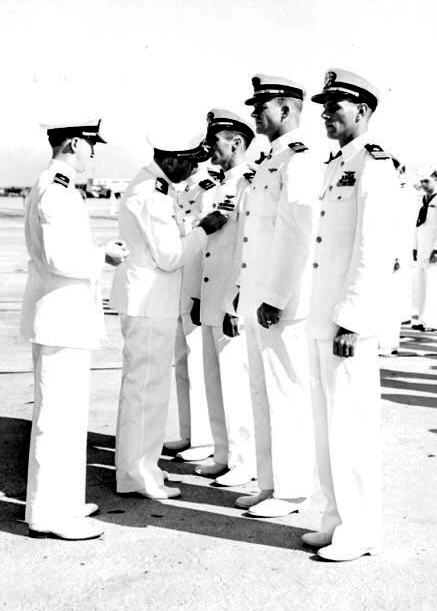
Le lieutenant-colonel Voris (deuxième à partir de la droite) attend de recevoir sa 11e médaille de l'air (Air Medal) en 1946.

À bord du Hornet, Voris participe à la bataille des îles Santa Cruz, à la bataille de Tarawa et à la bataille de la mer des Philippines (ce qu'on appelle le "Great Marianas Turkey Shoot", au cours duquel plus de 300 avions japonais sont abattus par des pilotes américains, qui obtiennent un ratio de plus de 12 morts pour 1 blessé en une seule journée). C'est au cours de ces engagements dans la guerre du Pacifique qu'il a obtenu le statut d'"as de la chasse", avec un total de huit avions tués de chasseur à chasseur.
"J'ai abattu mon premier Zero japonais à Guadalcanal. Mais je n'en ai pas vu un arriver derrière moi et j'ai été abattu et projeté hors du ciel. Je n'ai pas pu sortir de mon parachute - ils vous auraient tiré dessus et si vous alliez dans l'eau, les requins vous mangeraient. J'étais plein d'éclats d'obus et j'avais un bâton mort - j'avais perdu le moteur - mais je suis rentré à Guadalcanal. J'ai eu de la chance."
Après s'être remis de ses blessures, Voris rejoint l'Enterprise et la VF-2, où il est choisi par le capitaine de corvette (Lieutenant Commander) Edward "Butch" O'Hare et l'amiral Arthur W. Radford comme l'un des quatre pilotes de chasse de la "Bat Team" pour mener des opérations expérimentales de chasse de nuit afin d'intercepter et de détruire les bombardiers ennemis qui attaquent les forces de débarquement alliées sur l'atoll de Tarawa. Il est affecté à la célèbre "mission dans les ténèbres", lancée au crépuscule à la poursuite de la flotte japonaise. Sachant qu'ils épuiseraient probablement leurs réserves de carburant bien avant de regagner la sécurité de leur porte-avions, les membres de l'escadrille ont néanmoins cherché leur cible. Voris atterrit sous l'effet des fumées après avoir abattu un chasseur japonais Zero et volé à l'estime dans l'obscurité totale.
Après la fin de la guerre, Voris (qui a désormais le grade de capitaine de corvette) est nommé instructeur en chef pour les tactiques avancées au Naval Advanced Training Command (NATC) à la Naval Air Station Daytona Beach, en Floride.

#### 1er tour des Blue Angels (1946-1947)

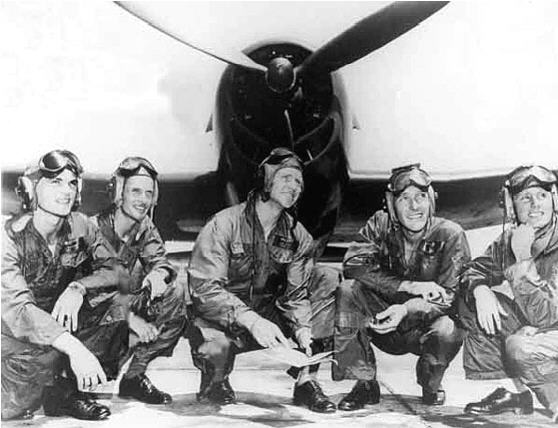
Le premier escadron de démonstration de vol des Anges Bleus, 1946-1947 (de gauche à droite) : Lt Al Taddeo, Solo ; Lt (J.G.) Gale Stouse, Spare ; Lt Cdr. R.M. "Butch" Voris, Flight Leader ; Lt Maurice "Wick" Wickendoll, Right Wing ; Lt Mel Cassidy, Left Wing.

En 1946, le chef des opérations navales (Chief of Naval Operations - CNO), l'amiral Chester W. Nimitz, a ordonné la formation d'une équipe d'exposition en vol pour remonter le moral de la marine, démontrer la puissance aérienne navale et maintenir l'intérêt du public pour l'aviation navale. Cependant, une mission sous-jacente était d'aider la marine à obtenir le soutien du public et des politiques pour une allocation plus importante du budget de la défense, qui se réduisait de plus en plus. Une autre raison était de montrer aux recrues potentielles que l'aviation était intrinsèquement sûre une fois les pilotes formés. La possibilité d'effectuer des manœuvres tridimensionnelles à proximité immédiate devait également être une source d'inspiration. En avril de la même année, le contre-amiral Ralph E. Davison choisit personnellement Voris pour constituer et former un escadron de démonstration de vol, le nommant officier responsable et chef de vol. Voris choisit deux autres instructeurs pour le rejoindre (le lieutenant Maurice "Wick" Wickendoll et le lieutenant Mel Cassidy, tous deux vétérans de la guerre du Pacifique), et tous trois passent d'innombrables heures à mettre au point le spectacle. Le groupe perfectionne ses premières manœuvres en secret au-dessus des Everglades de Floride afin que, comme le dit Voris, "... si quelque chose se produisait, seuls les alligators le sauraient". Un autre facteur déterminant pour Voris (et le secret) est le fait que le génie aéronautique de l'Army Air Corps, le héros et la légende Jimmy Doolittle, devenu général de la toute nouvelle U.S. Air Force, pourrait bien créer une équipe de démonstration aérienne similaire et devancer la Navy en se faisant connaître du public. Leur première démonstration devant les responsables de la marine a lieu le 10 mai 1946 et est accueillie avec enthousiasme.

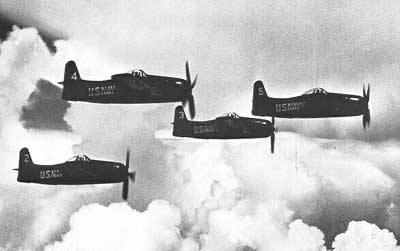
Le 25 août 1946, les Blue Angels passent au Grumman F8F-1 Bearcat et introduisent la célèbre formation en "diamant".

Le 15 juin, Voris dirige un trio de Grumman F6F-5 Hellcat, spécialement modifiés pour réduire leur poids et peints en bleu marine avec des garnitures en feuilles d'or, lors de leur performance inaugurale de 15 minutes au Southern Air Show au Craig Field de Jacksonville, en Floride. Le groupe, connu simplement sous le nom de "Navy Flight Exhibition Team", a enthousiasmé les spectateurs avec des manœuvres de vol à basse altitude effectuées en formations serrées et (selon Voris) en "... gardant toujours quelque chose devant la foule. Mon objectif était de battre l'Army Air Corps. Si nous y parvenions, nous aurions tous les autres problèmes annexes. J'avais le sentiment que si nous n'étions pas les meilleurs, ma carrière dans la marine s'en ressentirait". La première démonstration publique des Blue Angels a également permis à l'équipe de remporter son premier trophée, qui est exposé au siège actuel de l'équipe, la base aéronavale de Pensacola (Naval Air Station Pensacola - NAS Pensacola).
L'équipe est rapidement devenue célèbre dans le monde entier pour ses acrobaties aériennes spectaculaires. Lors d'un voyage dans la "Big Apple" (Grosse Pomme), le lieutenant Wickendoll tombe sur une publicité dans le The New Yorker pour la boîte de nuit populaire "Blue Angel" de la ville. Le nom plaît à Voris et, le 19 juillet, il devient officiellement le nom de l'équipe. Le 25 août, l'escadron modernise ses appareils en adoptant le Grumman F8F Bearcat. Bien que Voris ait quitté l'équipe le 30 mai 1947, les "Blues" ont continué à se produire dans tout le pays jusqu'au début de la guerre de Corée en 1950, date à laquelle (en raison d'une pénurie de pilotes) l'équipe a été dissoute et ses membres ont été envoyés au combat. Une fois à bord du porte-avions USS Princeton (CV-37), le groupe forme le noyau de la VF-191, les "Satan's Kittens".

#### 1947-1951
Au cours de l'été 1947, Voris est affecté au Bureau de l'aéronautique navale à Washington, D.C. (où il passera les deux années suivantes) ; il épouse également son amour de lycée, Thea. Du 9 juin 1949 au 20 janvier 1950, le capitaine de corvette Voris dirige le VF-113, les "Stingers", dont le port d'attache est la base aéronavale de San Diego (Naval Air Station San Diego). Les Blue Angels ont été officiellement remis en service en octobre 1951, et Voris a de nouveau été chargé de constituer l'équipe de vol (il a été le premier des deux seuls commandants à diriger le groupe deux fois).

#### Deuxième tour des Blue Angels (1952-1953)
Voris revient pour reformer et diriger les Blue Angels, cette fois aux commandes de l'avion de chasse Grumman F9F-5 Panther, qui a fait ses preuves au combat. Au cours de l'été 1952, lors d'une démonstration pour les aspirants de l'Académie navale des États-Unis à la base aéronavale de Corpus Christi (Naval Air Station Corpus Christi - NAS Corpus Christi), l'avion de Voris et un autre avion sont entrés en collision en plein vol : 
"Nous faisions une démonstration à Corpus Christi pour l'orientation des aspirants. Nous avions dû annuler le spectacle le premier jour parce qu'il était trop dur. Nous avons commencé le spectacle par un passage de parade à une inclinaison de 30 à 40 degrés, en montrant l'US Navy sur le bas des ailes. Nous avions une vitesse de 400 nœuds - c'est rapide - à 200 pieds dans les airs, lorsque nous sommes descendus pour un passage, nous avons heurté un énorme cisaillement de vent et nous sommes entrés en collision. Le numéro quatre dans le créneau s'est retrouvé sous moi et s'est cisaillé sous le nez. Il s'est redressé et s'est éjecté à basse altitude. Il était encore dans son siège lorsqu'il a touché l'eau."
Voris s'est évanoui momentanément et a repris conscience à seulement vingt-cinq pieds (7,52 m) au-dessus du sol, alors qu'il se déplaçait toujours à 400 nœuds (740 km/h):
"Le contrôle au sol me criait : "Éjecte-toi ! Mais il faut être à au moins 2 000 pieds d'altitude pour s'éjecter. Les sièges n'étaient pas très fiables et on pouvait se briser le cou et le dos. Le gouvernail était bloqué et j'ai commencé à perdre le contrôle. Quoi qu'il en soit, je suis descendu. C'est le pire accident que nous ayons jamais eu."

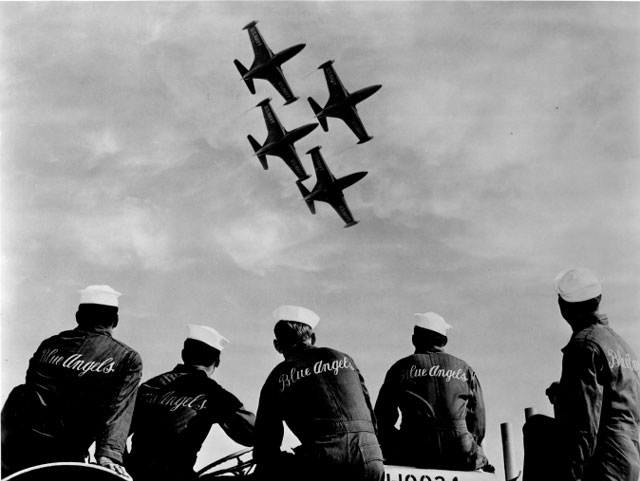
Les Blue Angels présentent leur formation "en diamant" caractéristique lors d'un spectacle en 1952.

Bien qu'il ait perdu la quasi-totalité du contrôle de son avion en raison de la section de la queue presque coupée, Voris a miraculeusement réussi à atterrir en toute sécurité ; tragiquement, le pilote qui a heurté l'eau est décédé. L'équipe reprend les airs deux semaines plus tard. Voris reste dans l'équipe jusqu'en décembre 1952, date à laquelle il est sélectionné pour prendre le commandement des "Satan's Kittens" à bord de l'USS Princeton (CV-37). Jusqu'à sa mort, les Blue Angels le considéraient comme le "père" de l'équipe.

#### 1952-1963
Après sa deuxième mission avec les "Blues", Voris a terminé sa carrière en devenant le commandant du VF-191 et (après avoir été promu au grade de commander) du groupe aérien d'attaque 5 (CAG-5) à bord de l'USS Ranger (CVA-61). Voris a pris sa retraite avec le grade de captain (capitaine de vaisseau) en 1963.

### Carrière post-militaire
Après avoir pris sa retraite de la marine, le capitaine Voris a travaillé pour la Grumman Corporation à Bethpage dans l'état de New York, où il a participé au développement du F-14 Tomcat de la marine et du module lunaire de la NASA. En 1973, il a accepté un poste à l'Office of Industry Affairs de la National Aeronautics and Space Administration (NASA).
En 1985, Voris a pris sa retraite et s'est installé avec sa femme à Monterey, en Californie. Les manières sans prétention et la bonne humeur de Voris lui ont valu d'être sollicité comme conférencier lors de meetings aériens et d'autres événements liés à l'aviation. Il est resté actif dans l'aviation navale par le biais de diverses organisations telles que les Golden Eagles, un groupe très distingué et sélect d'aviateurs de la marine et du corps des Marines.

## Décorations et honneurs
Au cours de ses deux décennies de service militaire, le capitaine Voris a reçu 3 Distinguished Flying Cross, 11 Air Medal, 3 Presidential Unit Citation et le Purple Heart, ainsi qu'une douzaine d'autres médailles. En 1993, Voris a été honoré lors de la cérémonie annuelle "Gathering of Eagles" de l'armée de l'air américaine comme l'un des vingt aviateurs du monde entier ayant apporté une contribution significative dans le domaine de l'aviation. Il a été intronisé à l'International Air Show Hall of Fame en 2000 et au Navy Aviation Hall of Fame à Pensacola, en Floride, en mai 2002. Le California Air Show 2004, qui s'est tenu à Salinas, en Californie, a été dédié à son honneur. Un avion portant le nom de Voris se trouve à l'extérieur de la base aéronavale de Jacksonville (Naval Air Station Jacksonville - NAS Jacksonville), où le terminal passagers porte également son nom.
Le 10 octobre 2005, un service commémoratif a été organisé à la chapelle principale de Fort Ord, dans la ville de Seaside, en Californie. Immédiatement après, les honneurs militaires complets (y compris une salve de 21 coups de canon et le traditionnel pliage et présentation du drapeau américain) ont suivi. La cérémonie s'est achevée par un survol en formation de six avions par les Blue Angels. "La contribution de Butch Voris à l'aviation navale et à l'histoire de la nation a été épique", a déclaré le capitaine de frégate Steve Foley, chef d'escadrille et commandant des Blue Angels 2005. "Conclure son service commémoratif par un survol de l'équipe des Blue Angels 2005 sera un moment fort non seulement de cette saison, mais aussi de nos carrières en tant qu'aviateurs navals. Cela renforce vraiment notre responsabilité de préserver l'héritage et les idéaux que Boss Voris nous a légués il y a 59 ans. Le lieutenant Garrett Kasper, porte-parole des Blue Angels, a déclaré : "C'est un honneur pour notre équipe d'effectuer un survol, en guise de salut final au capitaine Voris, et la façon la plus appropriée de rendre hommage à la famille Voris".
Aujourd'hui encore, en hommage à leur fondateur, les Blue Angels volent dans les formations les plus serrées de toutes les équipes de démonstration aérienne, tout en exécutant des manœuvres précises avec une séparation d'à peine 45 cm entre les ailes et la voilure.

## Citations
- "Nous étions payés plus tôt que les autres, parce qu'ils s'attendaient à ce que nous mourions. Nous leur disions toujours qu'il fallait plaisanter avec ce genre de choses".
- "C'est la précision, l'audace perçue et le risque élevé que l'on retrouve dans l'équipe. Nous descendons au niveau du sol pour que les gens puissent voir le type de manœuvres que les combattants effectuent au combat. Je pense que le public mérite de voir ce que ses impôts financent."
- "Vous volez aussi près l'un de l'autre qu'à quelques mètres... de temps en temps, vous faites un petit saut et ainsi de suite. Les gens me demandent à quelle distance ils volent et je leur réponds que si nous nous touchons, c'est que nous sommes trop près et que si nous ne nous touchons pas, c'est que nous sommes trop loin l'un de l'autre."

## Source
- (en) Cet article est partiellement ou en totalité issu de l’article de Wikipédia en anglais intitulé « Roy Marlin Voris » (voir la liste des auteurs).